# Wilhelm Meyer (Unternehmer)
Wilhelm Meyer (* 2. September 1909; † 5. Oktober 2000) war ein deutscher Unternehmer und der Gründer von Meyra.
Der gelernte Schlosser gründete 1936 in Vlotho eine Schlosserei und Werkstatt für Krankenfahrzeuge. Bis zum Ende des Zweiten Weltkrieges hatte Meyer schon zwanzig Mitarbeiter. Die Produktion stieg aufgrund der Kriegsfolgen nun sprunghaft an; 1948 entwickelte Wilhelm Meyer zusammen mit Ernst Hoberg den motorgetriebenen Meyra 48; später verlegte er sich aus Umwelt- und Gesundheitsrücksichten auf elektrische Antriebe bei Rollstühlen und verzichtete hier auf Verbrennungsmotoren. In den folgenden Jahrzehnten weitete sich die Produktpalette seines Unternehmens immer weiter aus. Meyer kaufte 1964 die Offenbacher Firma Petri + Lehr (inzwischen in Dietzenbach ansässig) auf und gründete 1972 eine Tochtergesellschaft in den Niederlanden. Die Patente, z. B. die geführten Scheren der faltbaren Rollstühle oder der Treppensteiger, sicherten den Erfolg es Unternehmens. Nach dem Fall der Mauer und dem Kauf der Firma Ortopedia vergrößerten sich Unternehmen und Absatzgebiete nochmals entscheidend. Dokumente zur Firmengeschichte sind in der Firmenschriftensammlung des Deutschen Museums archiviert.
1985 erhielt Wilhelm Meyer den Goldenen Meisterbrief. Er war außerdem Träger des Bundesverdienstkreuzes am Bande und seit 1995 wegen seines unternehmerischen und sportfördernden Engagements des Verdienstkreuzes erster Klasse.
Im Jahre 2000 starb Wilhelm Meyer (sen.) und sein Sohn Wilhelm Meyer jun. (geb. 1940) übernahm den Betrieb. Wilhelm Meyer jun. starb bereits sechs Jahre später im Jahre 2006. Frank Meyer (geb. 1969), der Enkel des Firmengründers, führte ab 2006 das Familienunternehmen fort. 
Im März 2013 meldete das Unternehmen Meyra Insolvenz an. Im September 2013 übernahm der bisherige Mitbewerber Medort aus dem polnischen Łódź das Unternehmen und führt es seitdem als Tochterfirma unter dem Namen Meyra GmbH fort. Mit dieser Übernahme endete auch die Geschichte der Firma Meyra als Familienunternehmen.